# Saskatchewan Lake
Saskatchewan Lake är en sjö i Kanada.   Den ligger i countyt Haliburton County och provinsen Ontario, i den sydöstra delen av landet, 240 km väster om huvudstaden Ottawa. Saskatchewan Lake ligger 354 meter över havet. Arean är 0,24 kvadratkilometer. Den sträcker sig 0,6 kilometer i nord-sydlig riktning, och 0,7 kilometer i öst-västlig riktning.
I omgivningarna runt Saskatchewan Lake växer i huvudsak blandskog. Runt Saskatchewan Lake är det mycket glesbefolkat, med 6 invånare per kvadratkilometer.